# Карл Едельманн
Карл Едельманн (нім. Karl Edelmann; 5 липня 1891, Дрезден — 25 січня 1971, Вісбаден) — німецький офіцер, генерал-лейтенант вермахту. Кавалер Німецького хреста в сріблі.

## Біографія
27 травня 1911 року вступив у Імперську армію. Учасник Першої світової війни. Після демобілізації армії залишений у рейхсвері. З 1 травня 1939 року — командир 103-го піхотного полку. З 28 грудня 1939 року — начальник групи відділу поповнення ОКГ. 1 вересня 1943 року відправлений в резерв ОКГ. 25 жовтня 1943 року відряджений у 30-й армійський корпус і 15 грудня призначений командиром 702-ї піхотної дивізії. 15 січня 1945 року відправлений в резерв ОКГ. З 10 квітня 1945 року — командир 153-ї навчально-польової дивізії. 8 травня взятий в полон. 27 лютого 1947 року звільнений.

## Звання
- Фанен-юнкер (27 травня 1911)
- Фанен-юнкер-унтер-офіцер (2 вересня 1911)
- Фенріх (1 листопада 1911)
- Лейтенант (9 серпня 1912)
- Обер-лейтенант (22 травня 1916)
- Ротмістр (1 червня 1922)
- Майор (1 лютого 1933)
- Оберст-лейтенант (1 вересня 1935)
- Оберст (1 березня 1938)
- Генерал-майор (30 січня 1942)
- Генерал-лейтенант (1 жовтня 1943)

## Нагороди
- Залізний хрест 2-го і 1-го класу
- Військовий орден Святого Генріха, лицарський хрест (27 липня 1915)
- Орден Заслуг (Саксонія), лицарський хрест 2-го класу з мечами
- Орден Альберта (Саксонія), лицарський хрест 2-го класу з мечами
- Нагрудний знак «За поранення» в чорному
- Почесний хрест ветерана війни з мечами
- Медаль «За вислугу років у Вермахті» 4-го, 3-го, 2-го і 1-го класу (25 років)
- Медаль «У пам'ять 1 жовтня 1938» із застібкою «Празький град»
- Застібка до Залізного хреста 2-го і 1-го класу
- Хрест Воєнних заслуг 2-го і 1-го класу з мечами
- Німецький хрест в сріблі (9 листопада 1943)